# Blanka av Anjou
Blanka av Anjou, född 1280, död 1310, var drottning av Aragonien och Sicilien. Hon var Aragoniens ställföreträdande regent 1310.

## Biografi
Blanka var dotter till Karl II av Neapel. Hon blev efter ett fredsfördrag gift 1295 med kung Jakob II av Aragonien. 
Hon beskrivs som from och fäst vid maken, som hon ofta åtföljde på militära kampanjer. 
Hon utnämndes 1310 till regent under makens närvaro, men avled i barnsäng under sin regeringstid.